# جيوفاني كيسلر
جيوفاني كيسلر هو مدع وسياسي إيطالي، ولد في 11 يونيو 1956 في ترينتو في إيطاليا. نشط حزبياً في الحزب الديمقراطي. وقد انتخب عضو مجلس النواب في الجمهورية الإيطالية ‏.